# Contra principia negantem non est disputandum
Contra principia negantem non est disputandum (llatí, alternativament Contra principia negantem disputari non potest i Contra principia negantem disputari nequit ; literalment, "contra qui nega els principis, no hi pot haver debat") és un principi de lògica i de dret: per debatre raonablement sobre un desacord, hi ha d'haver un acord sobre els principis o fets pels quals es pot jutjar els arguments.

## Història
La màxima no es pot trobar a Aristòtil, tot i que els estudiosos han assenyalat alguns passatges aristotèlics que s'hi apropen en el concepte. De vegades es diu que es va utilitzar en la filosofia escolàstica medieval per referir-se a l'autoritat del sistema aristotèlic. Duns Escot conclou un passatge del seu comentari sobre les frases de Pere Lombard amb la declaració: "Si aquest argument no és convincent, molts principis suposats pels filòsofs són posats en dubte; i contra un que nega els principis generalment acceptats, la discussió és impossible (contra autem negantem principia communiter recepta, non est disputandum).
La màxima se cita de vegades en el tractat jurídic anglès del segle XVII, Coke on Littleton (Co. Litt. 343), on explica la noció de " màxima en dret ".
La màxima es va utilitzar a la Demonologia escrita pel rei Jaume I d'Escòcia i IV d'Anglaterra a la primera pregunta del primer llibre:
Daemonologie
In Forme of a Dialogie
Diuided into three Bookes.
By James RX
Printed by Robert Walde-graue,
Printer to the Kings Majestie. An. 1597.
Cum Privilegio Regio
"But I thinke it the difficiller, since ye denie the thing it selfe in generall: for as it is said in the logick schools, Contra negantem principia non est disputandum. Alwaies for that part, that witchcraft, and Witches haue bene, and are, the former part is clearelie proved by the Scriptures, and the last by dailie experience and confessions."

## Ús
John Lacy té un personatge (un metge) que cita la màxima al cinquè acte de The Dumb Lady (1672).
Arthur Schopenhauerhi fa referència en el seu "L'art de la controvèrsia", i Lenin va oposar-se a l'afirmació del principi de Peter Berngardovich Struve, replicant: "Això depèn de com es formulin aquests principis, com a proposicions i notes generals, o com una comprensió diferent de els fets de la història russa i de la realitat actual".
Karl Popper pensava que la màxima expressava la "doctrina irracionalista del relativista sobre la impossibilitat de comprensió mútua entre diferents cultures, generacions o períodes històrics, fins i tot dins de la ciència, fins i tot dins de la física": "El mite del marc és clarament el mateix que el doctrina que no es pot discutir racionalment res que sigui fonamental, o que sigui impossible una discussió racional dels principis ".